# ルセオグリフロジン
ルセオグリフロジン（Luseogliflozin）は、2型糖尿病の治療に用いられる経口血糖降下薬の一つである。SGLT2阻害薬に分類される。経口投与される。日本で2014年に承認された。

## 効能・効果
2型糖尿病

## 禁忌
下記の患者には禁忌である。
- 重症ケトーシス、糖尿病性昏睡、前昏睡の患者
- 重症感染症、手術前後、重篤な外傷のある患者
- 本剤の成分に対し過敏症の既往歴のある患者

## 副作用
重大な副作用として、
- 低血糖（1.0%）
- 腎盂腎炎（0.1%）、外陰部及び会陰部の壊死性筋膜炎（フルニエ壊疽）、敗血症
- 脱水（0.1%）
- ケトアシドーシス（頻度不明）

が知られている。

## 参考資料
1. 1 2  “Luseogliflozin: first global approval”. Drugs 74 (8):  945–50. (June 2014). doi:10.1007/s40265-014-0230-8. PMID 24848756.
2. ↑  “Luseogliflozin, an SGLT2 Inhibitor, in Japanese Patients With Mild/Moderate Hepatic Impairment: A Pharmacokinetic Study”. Clinical Pharmacology in Drug Development 6 (5):  439–447. (September 2017). doi:10.1002/cpdd.364. PMID 28783873.
3. 1 2 3  “ルセフィ錠2.5mg／ルセフィ錠5mg 添付文書”. www.info.pmda.go.jp. 2022年1月24日閲覧。